# Arenaria di Val Sabbia
L'Arenaria di Val Sabbia è una formazione geologica databile al Carnico (Triassico Superiore) affiorante nelle Prealpi lombarde orientali (Bergamasco e Bresciano). Gli affioramenti più estesi e significativi si trovano in due aree distinte: una occidentale, comprendente la Val Brembana, l'altra orientale, comprendente la Val Trompia e la Val Sabbia.

## Triassico
L'unità è stata definita da Assereto e Casati (1965) principalmente in base agli affioramenti camuni. Più recentemente, una serie di lavori di Garzanti e Jadoul (1985) e Garzanti et al. (1995) hanno studiato in dettaglio la composizione petrografica e la facies sedimentaria della formazione.

## Descrizione e ambiente sedimentario
Questa unità stratigrafica è costituita tipicamente da litotipi terrigeni a forte componente vulcanoclastica (cioè contenenti materiale di derivazione vulcanica eroso e risedimentato): alternanze di arenarie tufacee in strati tabulari e lenticolari di spessore decimetrico (40–80 cm) e livelli decimetrici di siltiti e peliti verdi e rosse.

In Val Trompia sono presenti veri e propri termini vulcanoclastici: tufi conglomeratici e porfiriti. Questi depositi terrigeni derivano dallo smantellamento di edifici vulcanici situati a sud, nell'attuale area padana. Sono stati riconosciuti da studi petrografici termini vulcanici dacitici e andesitici, tipici degli attuali archi magmatici di tipo Pacifico (come l'attuale Indonesia), che indicano un contesto geodinamico di tipo collisionale (Garzanti, 1985).

Le strutture sedimentarie (laminazioni incrociate e gradazioni dirette) sono riferibili a correnti d'acqua di tipo fluviale. L'associazione di facies sedimentaria è interpretabile come un complesso alluvionale di clima semiarido passante gradualmente verso nord ad edifici deltizi e poi a facies finemente stratificate di prodelta.

Gli affioramenti attuali registrano la presenza di almeno due grandi edifici deltizi, corrispondenti alle due aree di affioramento principali sopra descritte (Val Brembana e Val Trompia-Val sabbia) e separate da un'ampia baia marina a sedimentazione carbonatica e mista (F.ne di Gorno).

Lo spessore della formazione è molto variabile (stanti i rapporti laterali descritti) e raggiunge i valori massimi (intorno a 400 m) nell'area di affioramento orientale (Val Trompia).

## Rapporti stratigrafici e datazione

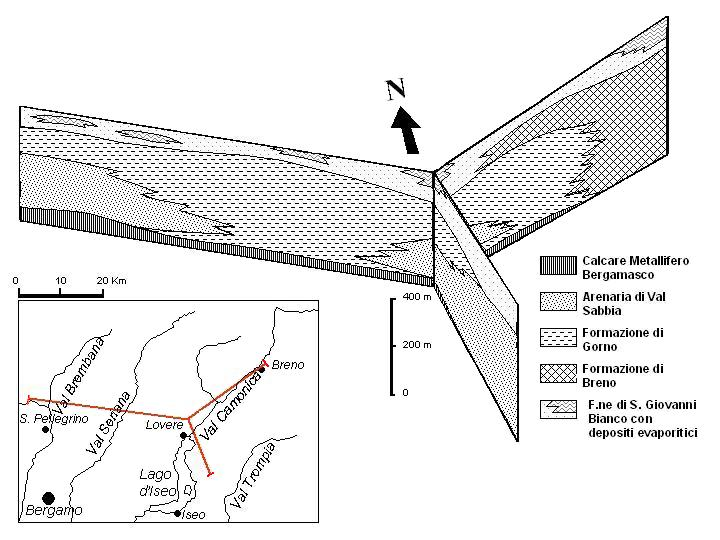
Schema stratigrafico del Carnico in Lombardia orientale. Da Assereto e Casati (1965); modificato. Scala verticale indicativa.

Verso nord, l'Arenaria di Val Sabbia è in contatto laterale per eteropia di facies con la Formazione di Gorno, di mare basso, costituita da calcari marnosi e marne riccamente fossiliferi. La transizione tra le due formazioni è visibile in Val Camonica e in Val di Scalve nell'area di affioramento orientale; in corrispondenza dello spartiacque Val Seriana-Val Brembana e sul versante orientale delle Grigne nell'area di affioramento occidentale.
In tutta l'area di affioramento, La formazione in esame giace sul Calcare Metallifero Bergamasco (Carnico inferiore). Superiormente, l'Arenaria di Val sabbia è ricoperta dalla Formazione di Gorno nell'area di affioramento occidentale e sul versante camuno occidentale; in corrispondenza della Val Trompia facies arenacee riferibili alle A. di Val Sabbia si trovano direttamente sotto la Formazione di San Giovanni Bianco (Carnico superiore). L'arenaria di Val sabbia è attribuita al Carnico medio-inferiore per l'eteropia laterale con la Formazione di Gorno, databile a sua volta in base al contenuto paleontologico.